# Wevelghem Sportif
Wevelghem Sportif was een Belgische voetbalclub uit Wevelgem. De club sloot in 1921 aan bij de KBVB en kreeg later stamnummer 186 toegewezen. 
In 1939 nam de club ontslag uit de KBVB.

## Geschiedenis
Wevelghem Sportif was de eerste club uit Wevelgem die zich bij de KBVB aansloot. Dat gebeurde in juli 1921. 
Vanaf 1922-1923 nam de club aan de officiële kampioenschappen deel.
De club was meteen succesvol want dankzij een tweede plaats in het debuutseizoen mocht men naar het hoogste provinciale niveau. 
Sportif had het daar erg moeilijk en moest telkens knokken om niet te degraderen, wat in 1927 dan toch gebeurde.
Twee jaar later werd men kampioen en keerde de terug naar de hoogste provinciale afdeling. In de beide voorafgaande seizoenen werd voor het eerst een derby gespeeld tegen de jongere concurrent FC Verbroedering Wevelghem, maar Sportif bleef de belangrijkste club van de gemeente.
In 1929-1930 werd de hoogste provinciale afdeling in twee reeksen afgewerkt en Sportif werd vierde in de B-reeks, maar toen de men de competitie hervormde naar één hoogste reeks, moest de club terug naar het tweede niveau.
Opnieuw zou het verblijf twee seizoenen duren, tot in 1932 een tweede plaats goed was voor promotie.
Net als in de jaren twintig zouden het vier seizoenen worden waarin degradatievoetbal werd gespeeld, in 1936 zakte de club toch.
Ook op het tweede niveau lukte het nu niet best meer en na twee ontgoochelende seizoenen, nam Sportif zelfs niet meer aan de competitie deel in 1938-1939. In september 1939 werd de club geschrapt.